# Установка фракціонування олефінів Редватер
Установка фракціонування олефінів Редватер – підприємство у канадській провінції Альберта, яке здійснює розділення газів апгрейду бітумів.
Вилучені з нафтоносних пісків Альберти бітуми потребують подальшої підготовки, котра відбувається шляхом змішування з конденсатом або через продукування синтетичної нафти. Під час останнього процесу отримують суттєві об’єми газу (offgas), котрий складається з парафінів та олефінів. З 2012 року по трубопроводу Boreal організували подачу цього газу на установку фракціонування олефінів Редватер, розміщену на одному майданчику з фракціонаторами ЗВГ суміші RFS I, II, III. Станом на другу половину 2010-х вона має річну потужність з вилучення:
- 2,6 млн барелів пропану;
- 56 тисяч тонн пропілену високої якості (придатного для полімеризації);
- 1,4 млн барелів бутан-бутиленової суміші;
- 0,25 млн барелів олефінового конденсату, який складається переважно з пентану та ізопентану, меншої кількості гексанів (5-17%), а також значної кількості ненасичених вуглеводнів – пентенів (7-13% α-амілену, 5-10% γ-ізоамілену, 5-10% β-ізоамілену, 3-7% транс-β-амілену, 1-5% цис-β-амілену, 1-5% α-ізоамилену) і гексенів (2-10%).
Крім того, вилучають етан-етиленову суміш, яку постачають на установки парового крекінгу компанії NOVA у Джоффре по трубопроводу Joffre Feedstock Pipeline.
Отримані під час фракціонування продукти можуть зберігатись у підземному сховищі Редватер.